# Kuře tabaka
Kuře tabaka (gruzínsky წიწილა ტაბაკა, [cicila tabaka]) je způsob úpravy kuřecího masa, který pochází z gruzínské kuchyně a rozšířil se po celém území bývalého Sovětského svazu. Název pokrmu pochází od nádoby používané při jeho přípravě, zvané „taba“, „tapa“ nebo „tava“.
Používá se celé menší kuře, zbavené vnitřností, páteře i hrudní kosti a lehce naklepané. Dochutí se olejem, solí, třeným česnekem, koriandrem a chilli papričkami, rozprostře se kůží nahoru na dno pánve a zatíží vhodným závažím, aby zůstalo co nejplošší a maso se propeklo do křupava (prodávají se také speciální nádoby opatřené závitem, který umožňuje podle potřeby regulovat tlak). Kuře se smaží na másle nebo oleji asi půl hodiny, hotové se podává s bílým chlebem šoti, čerstvými rajčaty a studenými omáčkami sacivi nebo tkemali.